# Schönbichl (Gemeinde Amstetten)
Schönbichl ist ein Ort und eine Katastralgemeinde der Stadtgemeinde Amstetten in Niederösterreich.

## Geografie
Der Ort liegt südlich von Amstetten. Die Katastralgemeinde besteht aus den Rotten Damberg, Doislau, Oberschönbichl, Pittersberg, Reith, Waidahammer und Wassering sowie aus mehreren Einzelgehöften und wird von den Landesstraßen L89 und L90 erschlossen. In Schönbichl befindet sich die Ostarrichi-Kaserne.

## Geschichte
Im Franziszeischen Kataster von 1822 sind der Ort und die umliegenden Siedlungen zum damaligen Stand gut sichtbar. Nach den Reformen 1848/1849 konstituierte sich Schönbichl 1850 zur selbständigen Gemeinde. Diese war bis 1868 dem Amtsbezirk Amstetten zugeteilt und danach dem Bezirk Amstetten, bevor sie mit Amstetten fusionierte. Laut Adressbuch von Österreich waren im Jahr 1938 in der Ortsgemeinde Schönbichl zwei Gastwirte, ein Gemischtwarenhändler, zwei Kalkwerke, ein Landesproduktehändler und eine Mühle ansässig.

## Kultur und Sehenswürdigkeiten
- zweigeschoßiger Kalkofen aus dem 19. Jahrhundert